# Émile Desages
Le comte Emile Desages, né en 1793 et mort le 25 novembre 1850, est un diplomate français, conseiller d'État et ministre plénipotentiaire, qui a été particulièrement important comme directeur politique du Ministère des Affaires étrangères pendant toute la durée de la Monarchie de Juillet.

## Biographie

### Famille
Il est le fils de Thomas Desages, ancien chef de bureau au Comité de Salut public et proche collaborateur de Joseph Fouché au ministère de l'intérieur dont il était un des chefs de la police administrative. Thomas Desages dirigea le bureau des émigrés au ministère de l'intérieur puis devint chef du 4e bureau à la "division de la police administrative" (1801), chargée de la sûreté et de la surveillance de tous les départements. Entré à la direction politique du ministère des Affaires étrangères en 1810, Thomas Desages y termina sous-directeur jusqu'à sa retraite en 1831. Sous la Monarchie de Juillet, Emile Desages porte un titre de comte que son père Thomas n'avait pas.

### Carrière
Émile Desages commença sa carrière avant même d'être sorti de l'adolescence. 

#### en Ambassade enPologne,Brésilet auprès de laSublime Porte
- juillet 1811 à 1812, il accompagna Louis Bignon, chargé d'une mission diplomatique dans le grand duché de Varsovie.
- septembre 1811 à décembre 1813, il entre dans la carrière diplomatique comme attaché à l'ambassade de Varsovie auprès de M. de Pradt.
- décembre 1813 à novembre 1819, il est employé au ministère des Affaires étrangères à Paris.
- novembre 1819 à 1821, second secrétaire d'ambassade du roi au Brésil
- octobre 1821 à avril 1826, second secrétaire d'ambassade du roi à Constantinople auprès du général Guillemot
- mai 1826, premier secrétaire d'ambassade du roi à Constantinople

#### Directeur des Affaires politiques de 1830 à 1848 et Conseiller d'Etat
En novembre 1830, Horace Sébastiani, récemment nommé ministre des Affaires étrangères, lui confie la direction des Affaires politiques, poste qu'il occupera jusqu'à la Révolution de 1848. Se tenant à l'écart de la vie politique, il influence alors d’une manière souvent décisive la marche de la diplomatie française . 
Le lendemain de son décès, Édouard Thouvenel lui rend hommage de la façon suivante dans le Journal des Débats du 27 novembre 1850 : « Pendant vingt ans, M. Desages a été initié à tous les actes, à tous les secrets de la diplomatie française et il n’est pas un Ministre des Affaires étrangères du roi Louis-Philippe qui n’ait été heureux à son entrée au pouvoir de rencontrer auprès de lui un conseiller si discret et si sûr, un collaborateur si intelligent et si infatigable. »
Extrait du Moniteur universel (9 décembre 1850) par Léonce de Lavergne, au sujet de la mort du comte Desages
« […] Il avait passé la première partie de sa vie en Orient, comme secrétaire de l’ambassade de France à Constantinople. C’était à l’époque où la révolution grecque avait fait de la capitale de l’empire ottoman un des foyers les plus actifs de la diplomatie européenne. Le jeune secrétaire déploya à cette excellente école des qualités si sures, il y acquis un tact si accompli et une connaissance si approfondie des questions internationales, qu’il fut en quelque sorte naturellement désigné, après 1830, pour remplir le poste difficile qu’il a occupé vingt ans. C’est dans ce dernier poste, c’est comme chef de la direction politique au ministère des affaires étrangères, qu’il a laissé surtout une trace qui ne périra pas. On peut dire que pendant toute la durée de la monarchie de juillet (1830-1848), le fardeau de la politique extérieure de la France a pesé sur lui presque tout entier et qu’il n’a jamais manqué un seul instant à cette tache laborieuse et délicate qui impose une responsabilité si lourde, ne laisse ni un jour ni une heure de repos. […] il avait, au plus haut degré, cette grande qualité du sang-froid, qui fait l’homme d’Etat dans le cabinet comme l’homme de guerre sur le champ de bataille. […] »

### Divers
Emile Desages fut un proche de Sarah Newton, nièce du célèbre physicien Isaac Newton et de Stendhal. Il existe des portraits d'Emile Desages par Pierre-Paul Prud'hon (au Musée de Rouen) et par Théodore Chassériau (au Ministère des Affaires étrangères, voir ci-contre). Sa correspondance privée, reçue par héritage par le baron Arthur Chassériau, a été acquise par le département des archives du ministère des Affaires étrangères.

## Décorations
- Grand officier de la Légion d’Honneur
- Commandeur de la Légion d’Honneur en 1836
- Officier de la Légion d’Honneur en 1831
- Chevalier de la Légion d’Honneur en 1827
- Ordre du Lion et du Soleil
- Chevalier de l'Ordre de Charles III
- Chevalier de l'Ordre de Pie